# マーク・フィンレー
マーク・フィンレー（Mark Finlay、1963年5月10日 - ）は、ニュージーランドの元ラグビー選手。

## プロフィール
- ニュージーランド・パーマストンノース出身[1]。
- 現役時代のポジションはフルバック(FB)[2]。
- ニュージーランド代表の試合に出場経験があるがテストマッチではなかったのでノンキャップ[3]。

## 略歴
マナワツ、ノースハーバー、ヴィアダーナを経て、1988年、伊勢丹に加入。
1994年、サニックスに加入。